# Pascale Doger
Pascale Doger est une judokate française née le 27 octobre 1961.
Elle compte à son palmarès deux médailles de bronze mondiales et un titre européen.

## Palmarès international
| Année | Compétition           | Lieu       | Résultat | Catégorie      |
| ----- | --------------------- | ---------- | -------- | -------------- |
| 1980  | Championnats du monde | New York   | 3e       | Moins de 52 kg |
| 1982  | Championnats d'Europe | Oslo       | 3e       | Moins de 52 kg |
| 1982  | Championnats du monde | Paris      | 3e       | Moins de 52 kg |
| 1983  | Championnats d'Europe | Gênes      | 2e       | Moins de 52 kg |
| 1985  | Championnats d'Europe | Landskrona | 1re      | Moins de 52 kg |